# Bra (sir)
Bra je vrsta italijanskega mehkega sira ali trdega sira. 

## Zgodovina
Sir Bra je ime dobil po italijanskem mestu Bra v pokrajini Cuneo, ki je bilo v preteklosti največje središče proizvodje in prodaje tega sira. Po poizvedovanju piemontskih sirarjev ima proizvodnja sira bra zelo dolgo tradicijo, v pisnih virih pa ni podatkov o kakšni drugi vrsti sira, ki bi ga proizvajali na tem območju. Kakorkoli že, podjetni sirarji so sire iz pokrajine Cuneo zbirali v mestu Bra, od koder so jih zatem vozili v pristanišča Ligurije.

## Značilnosti
Sir bra se proizvaja iz kravjega mleka, z dopustnim dodatkom največ 10 % ovčjega in/ali kozjega mleka. Izdelujejo ga v dveh verzijah, mehki in trdi. Pri obeh je kolut cilindrične oblike, premera od 30 do 40 cm, z ravnimi stranicami, obod je rahlo izbočen. Višina koluta je od 7 do 9 cm, teža pa variira od 6 do 8 kg.
Bra tenero:
sir ima elastično skorjo, testo pa je bele ali slonokoščeno bele barve, okus je prijetno dišeč.

Bra duro:
testo in skorja sta slamnate barve, v testu so zelo drobna očesca. Okus je bolj intenziven, pikanten, z notami ovčjega in kozjega mleka, na prerezu je testo suho.

## Proizvodnja
V Italiji poznajo tri različice tega sira:
- Bra tenero (mehki sir)
- Bra duro (trdi sir)

Minimalno zorenje za različico »bra tenero« je predpisano na 45 dni, za različico »bra duro« pa 180 dni.
- Bra d'alpeggio (trdi sir)[3] je narejen izključno iz mleka krav pasme piedmontese, ki so na gorskih pašnikih (nad 900 m.n.m.), od meseca junija do oktobra. Sir ima trdo skorjo bež barve, v testu pa so zelo majhna, komaj vidna očesca, ki so redko razporejena. Barva testa je okrasto rumena, neprozorna in porjavela.[4] Minimalno zorenje za različico »bra duro d'alpeggio« je predpisano na 180 dni.

Leta 1984 je bilo ustanovljeno zadružno združenje mlekarn (konzorcij) z imenom »Consorzio per la tutela del Bra e Raschera« s sedežem v mestu Cuneo, ki podpira proizvodnjo tega sira in so mu v skladu z evropsko direktivo o zaščiteni označbi porekla dodeljene naloge nadzora, kontrole kvalitete in trženja.
Pravilnik zaščitene označbe porekla za sira Bra tenero in Bra duro določa, da mora mleko za izdelavo izvirati zgolj iz območja pokrajine Cuneo, staranje teh sirov pa je dovoljeno tudi v občini Villafranca Piemonte in v pokrajini Torino.

## Zaščita označbe porekla
V Italiji so živila z zaščito označbe porekla največkrat opremljena z napisom »DOP« (Denominazione d'origine protteta), ter grafično oznako sheme, ki je sedaj identična evropski oz. slovenski. 
Oznako »DOP« imata od leta 1982 tudi obe verziji sira »bra tenero« in »bra duro«, od leta 1996 pa tudi evropsko zaščiteno označbo porekla.